# Malečov
Malečov är en ort i Tjeckien.   Den ligger i regionen Ústí nad Labem, i den nordvästra delen av landet, 60 km norr om huvudstaden Prag. Malečov ligger 522 meter över havet och antalet invånare är 649.
Terrängen runt Malečov är huvudsakligen lite kuperad. Malečov ligger uppe på en höjd.Runt Malečov är det tätbefolkat, med 331 invånare per kvadratkilometer. Närmaste större samhälle är Ústí nad Labem, 6,9 km nordväst om Malečov. Omgivningarna runt Malečov är en mosaik av jordbruksmark och naturlig växtlighet.